# Rio dell'Arsenale

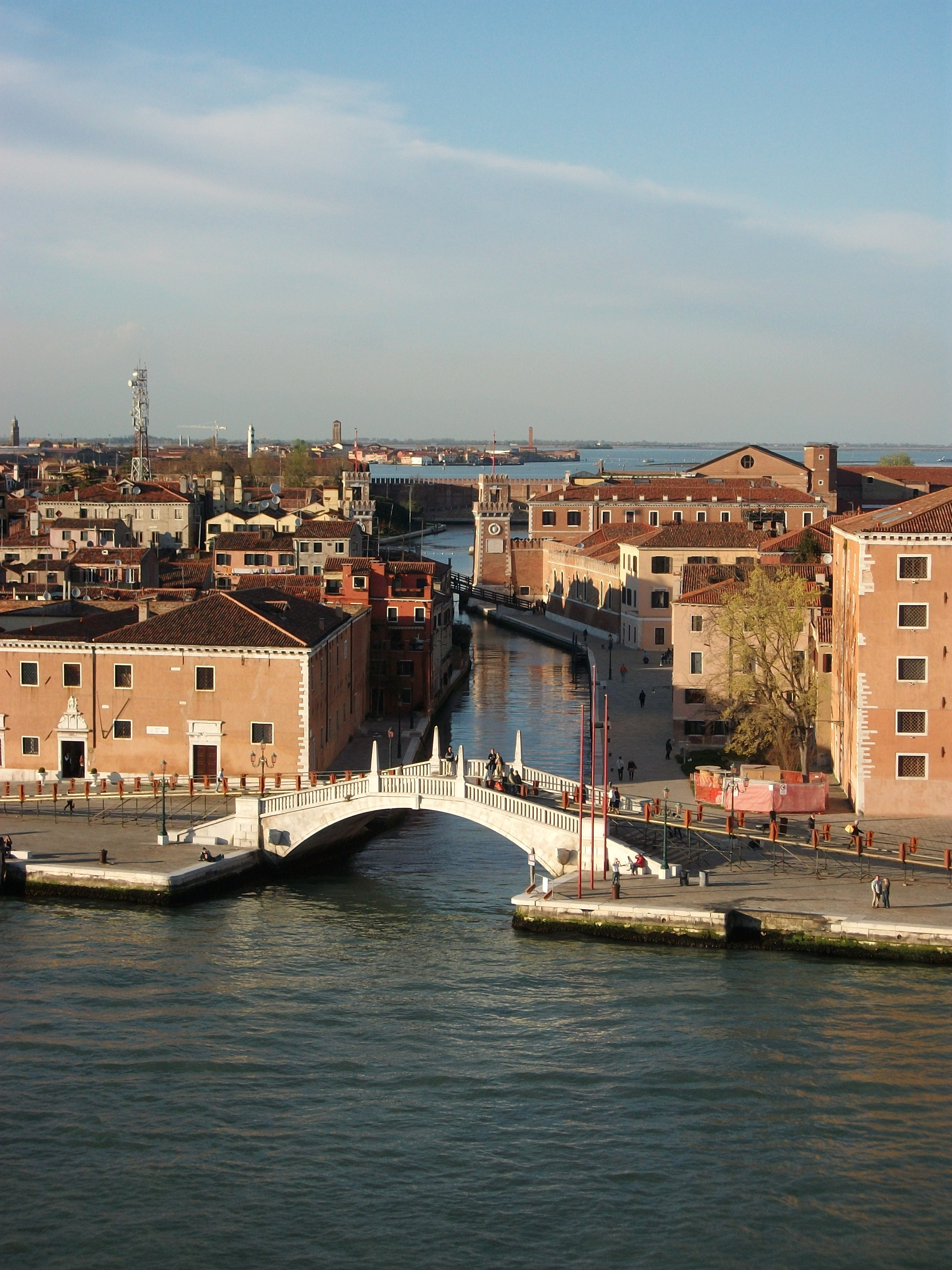
Ponte S.Biasio şi vedere a canalului în faţa Arsenalului

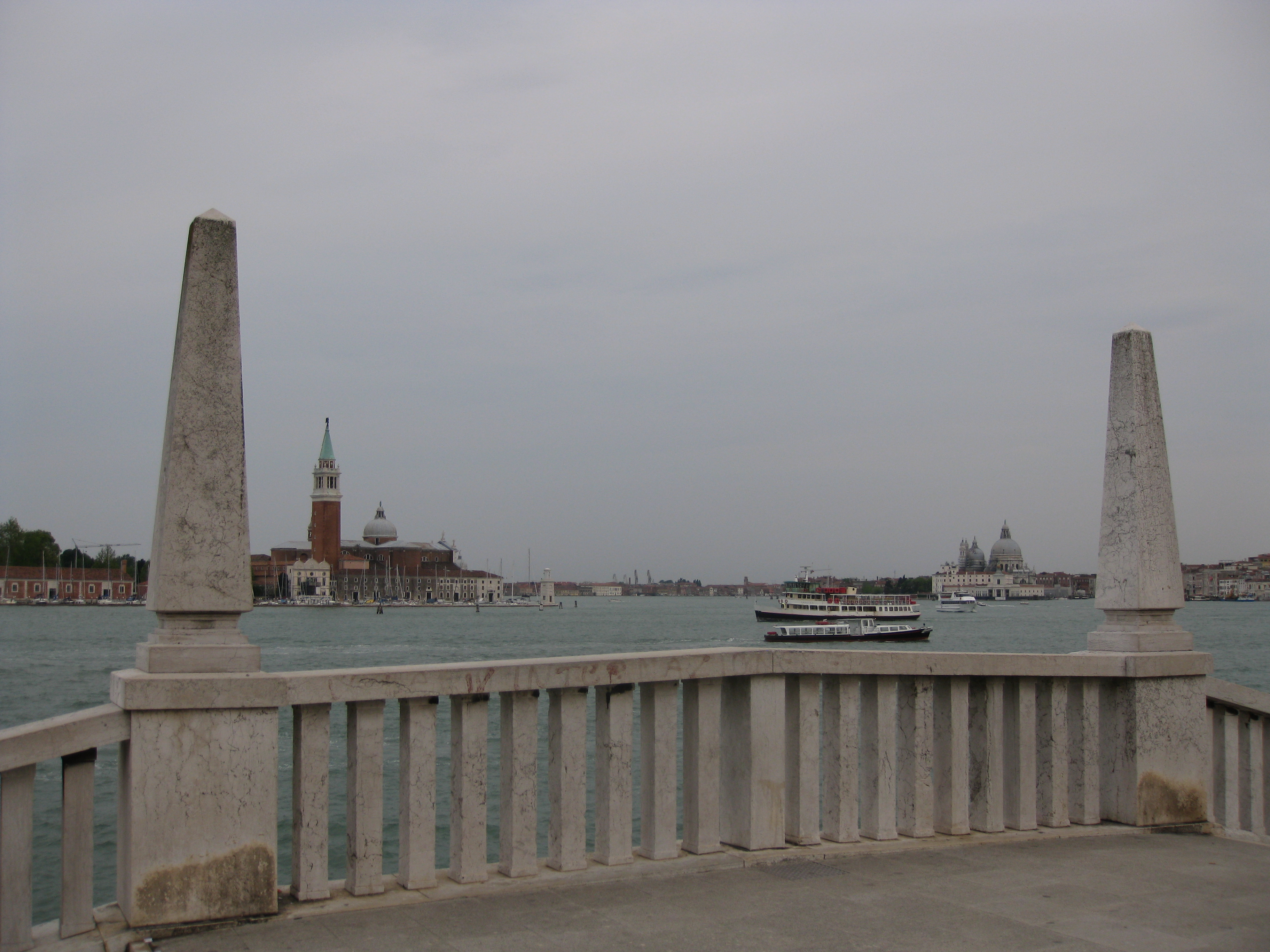
Vedere a podului San Biagio către sud

Rio dell'Arsenale (în venețiană rio de l'Arsenal; canalul Arsenalului) este un canal din Veneția în sestiere Castello. 

## Origine
Numele canalului provine de la Arsenalul Venețian care se află pe malul său. Inițial, el se numea rio de la Madonna.

## Descriere
Rio de l'Arsenal are o lungime de 262 de metri. El prelungește canale delle Galeazze, artera principală a Arsenalului Venețian către sud pentru a se vărsa în Bazinul San Marco.

## Localizare
- Pe malurile acestui canal se află:
  - Arsenalul Venețian,
  - Campo al bisericii San Biagio și al Muzeului de istorie navală,
  - fondamenta de l'Arsenal,
  - fondamenta de la Madona,
  - rio di San Martino pe malul său vestic.

## Poduri
Canalul este traversat de două poduri:

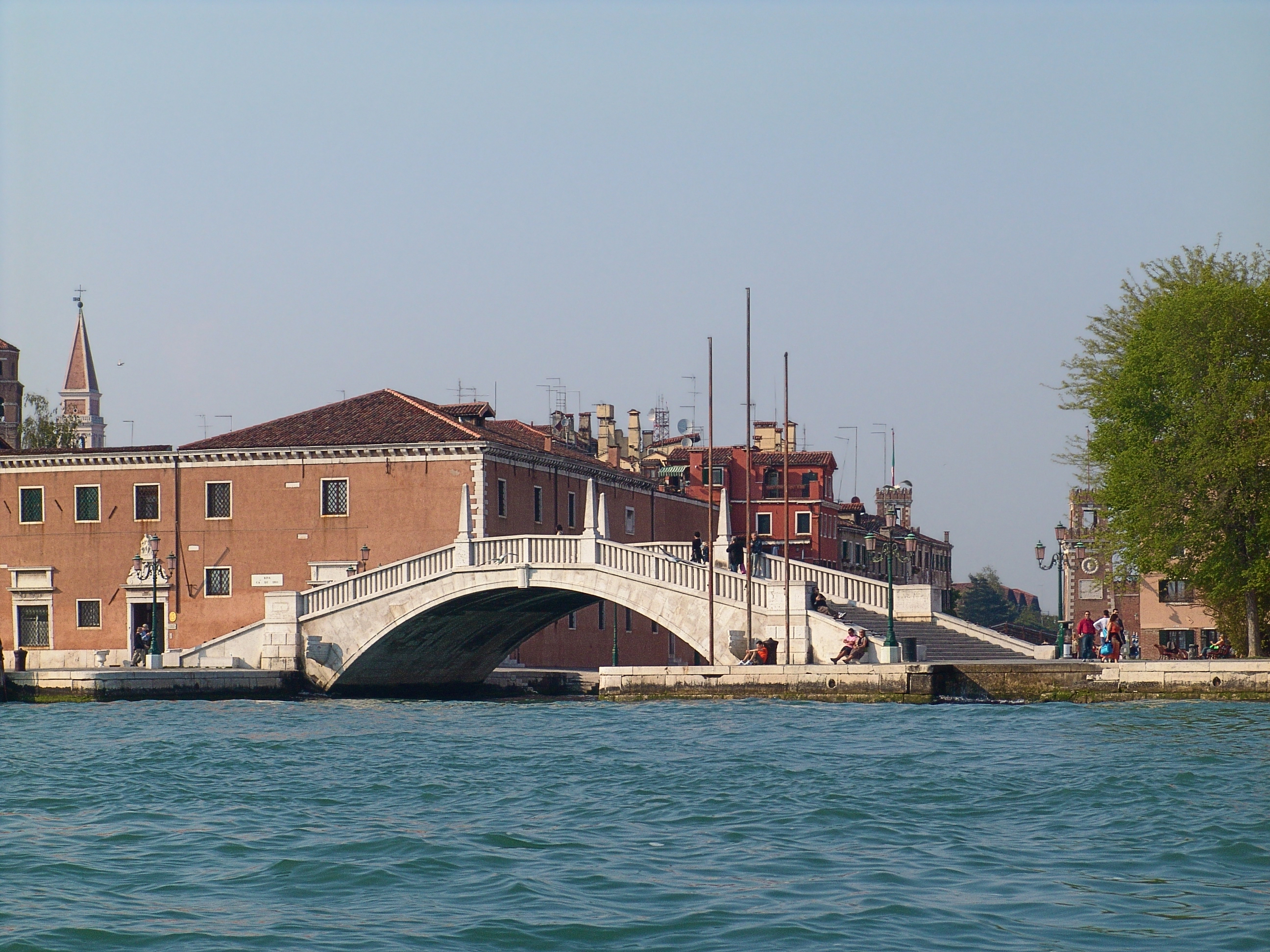
Ponte San Biasio delle Catene între riva de San Biagio şi riva de ca' di Dio
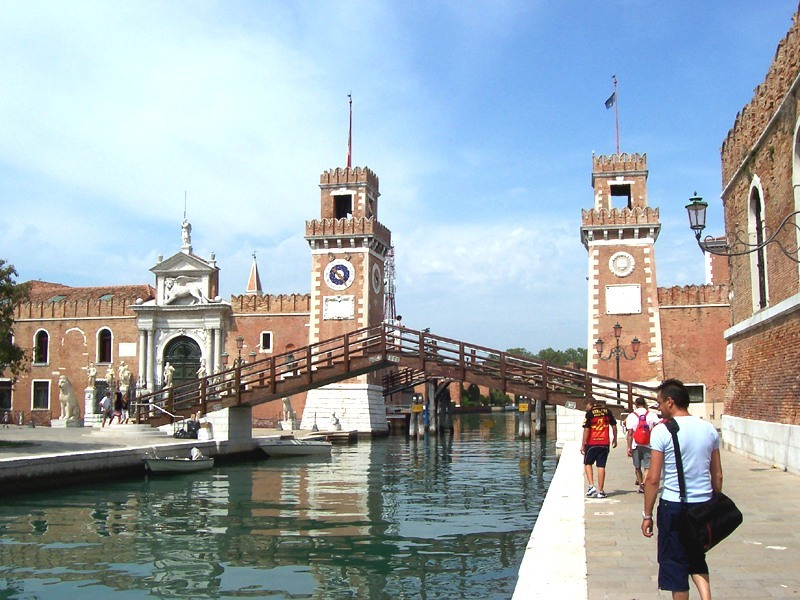
Ponte dell'Arsenale sau del Paradiso între fondamenta de la Madonna şi campo dell'Arsenal